# Linyphia trifalcata
Linyphia trifalcata là một loài nhện trong họ Linyphiidae.
Loài này thuộc chi Linyphia. Linyphia trifalcata được Frederick Octavius Pickard-Cambridge miêu tả năm 1902.